# John A. Keel
Pour les articles homonymes, voir Keel.
Œuvres principales
- La Prophétie des ombres

John A. Keel, né le 25 mars 1930 à Hornell dans l'État de New York et décédé le 3 juillet 2009 à New York, est un écrivain ufologue indépendant (sans lien avec l'APRO (en) ou le NICAP de l'époque) et journaliste américain new-yorkais, ayant notamment publié de nombreux articles dans Fate Magazine.
Ses recherches sur les ovnis sont controversées, bien que[pas clair] son ouvrage UFOs: Operation Trojan Horse (1970) ait révélé au public que certains aspects des témoignages contemporains sur les ovnis, incluant les prétendues rencontres avec des êtres humanoïdes, sont à mettre en parallèle avec le folklore ancien et les apparitions religieuses. Premier écrivain, avec Gray Barker, à introduire — et à développer pour la période 1966-67 — le terme des « Hommes en noir », Keel soutient qu'il existe une relation directe entre le monde ufologique et les phénomènes humains psychiques (dans le cadre de ce qu'il nomme une hypothèse « ultraterrestre »). Ne se décrivant pas comme un ufologue, il préfère se présenter comme un chercheur s'intéressant aux sujets dits paranormaux.
Son style littéraire est parfois empreint d'ironies subtiles, non sans rappeler souvent Charles Hoy Fort.

## Œuvres

### En français
- Jado - Secret et truquages de la magie en Afrique et en Asie, éd. Buchet-Chastel-Corrêa (Impr. Sonovision), 1958, traduit de l'anglais par Jean Rosenthal, FRBNF32302458 (expériences paranormales relatées — ou vécues — par l'auteur lors de voyages en Asie centrale)
- La Prophétie des ombres (titre original The Mothman Prophecies), éd. Presses du Châtelet, coll. « Bibliothèque des Prodiges », 2002, traduit de l'anglais par Benjamin Legrand, préface et annotations de Pierre Lagrange  (ISBN 2-84592-053-9) (relate les multiples évènements, parfois tragiques, de Point Pleasant de 1966 à 1967) ; aussi édité chez J'ai lu  (ISBN 978-2-290-05754-4)

### En anglais
- Jadoo, 1957.
- UFOs: Operation Trojan Horse, 1970.
- Strange Creatures From Time and Space, 1970.
- Our Haunted Planet, 1971.
- The Flying Saucer Subculture, 1973.
- The Mothman Prophecies, 1975, rééd. 1991, puis 2001 ; adapté au cinéma en 2002, sous le titre La Prophétie des ombres (avec Richard Gere).
- The Eighth Tower, 1975 (forme un diptyque avec le précédent ouvrage, développant — de façon plutôt pessimiste — le concept spirituel d'« ultraterrestrialité »).
- Disneyland of the Gods, 1988.
- The Complete Guide to Mysterious Beings, 1994 (version révisée de Strange Creatures from Time and Space).
- The Best of John Keel, 2006 (articles publiés dans Fate Magazine).